# Anthonie Turck

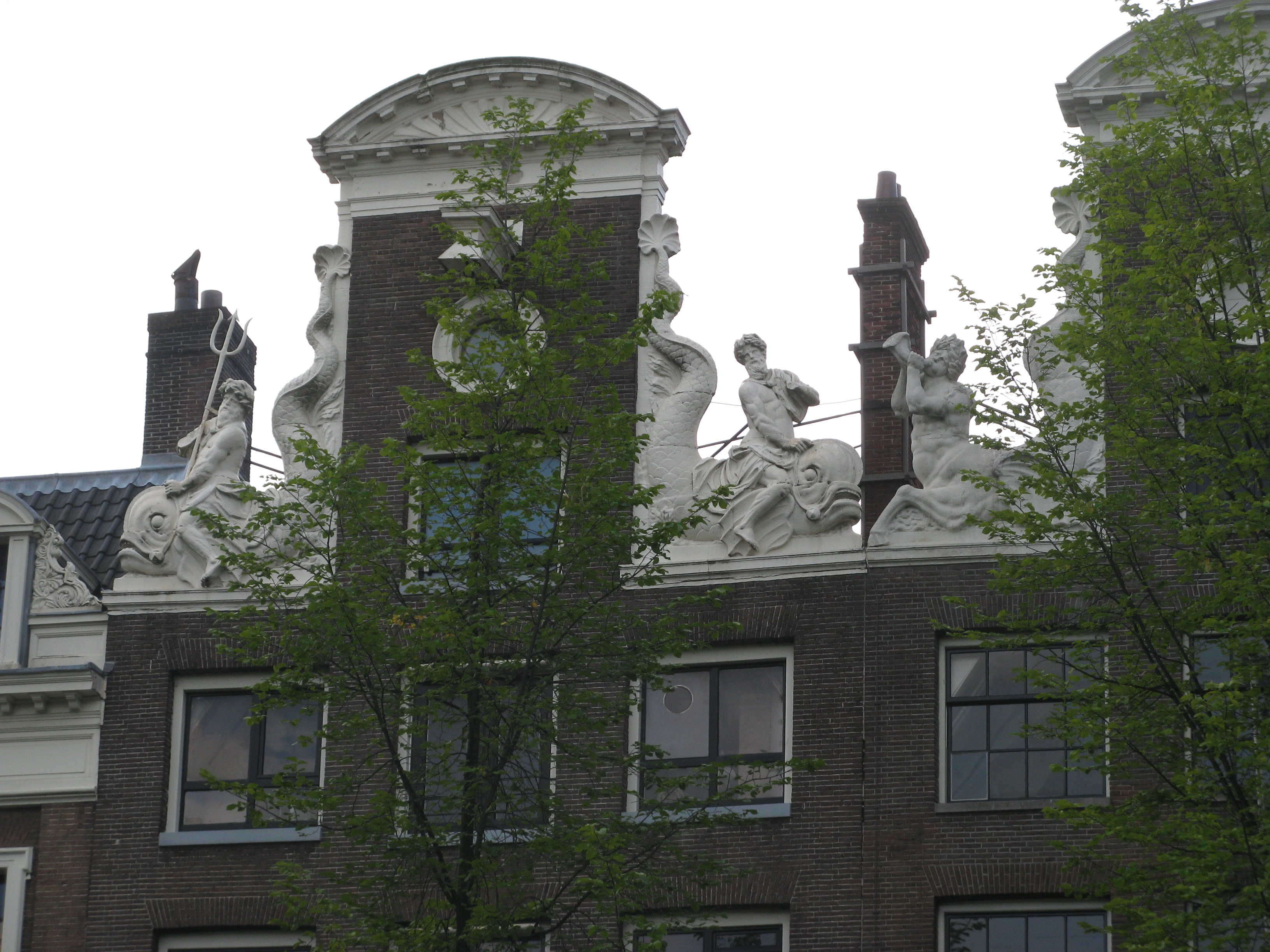
Beeldhouwwerk van Anthonie Turck op Herengracht 508 en 510 (uit 1688).

Anthonie Turck (1667-1725) was een Nederlands beeldhouwer en architect uit Amsterdam.
Turck was niet alleen beeldhouwer, maar ook steenkoper, bouwer en leider van een groot steenhouwatelier in Amsterdam. Hij leverde beeldhouwwerk voor de versiering bovenop grachtenhuizen. Turck gaf de traditie van gebeeldhouwde geveltoppen in Amsterdam eind 17e en begin 18e eeuw een nieuwe impuls. Zijn indrukwekkende en monumentale versieringen zorgden voor een ware sensatie, waardoor gezegd kan worden dat hij een belangrijke stempel drukte op de architectuur in Amsterdam. Niet alleen voorzag hij halsgevels van fraai beeldhouwwerk, ook natuurstenen verhoogde lijstgevels met een omhoog gebogen middendeel werden zijn handelsmerk, waarvan Herengracht 567 het meest sprekende voorbeeld is. Ook bekend van hem is het doorboorde bloemmotief dat in diverse halsgevelversieringen is terug te vinden.
Enkele stucwerk versieringen in grachtenpanden worden ook aan hem toegeschreven.
Een andere bekende beeldhouwer in die periode, Ignatius van Logteren, trouwde met Turcks zus. Zo domineerde hij met zijn zwager en met Johannes Blommendael de volgens Peter Fischer beschreven Derde Bloeiperiode Beeldhouwkunst (1700-1745).
Turck woonde van 1717 tot 1719 aan Keizersgracht nr.353, een perceel dat hij in 1716 had gekocht en waarop hij een nieuw huis liet bouwen dat er nog altijd staat. Het is niet bekend of hij hiervan ook de architect was, maar dat hij de geveltop zelf ontwierp mag worden aangenomen. Het is een unieke combinatie van lijst- en halsgevel. Hierna verhuisde Turck naar de Kalverstraat. Intussen was hij ook Heer van Heemstede geworden.
Zijn laatste werk is waarschijnlijk de in 1723 vervaardigde geveltop van Kloveniersburgwal 99.

## Afbeeldingen

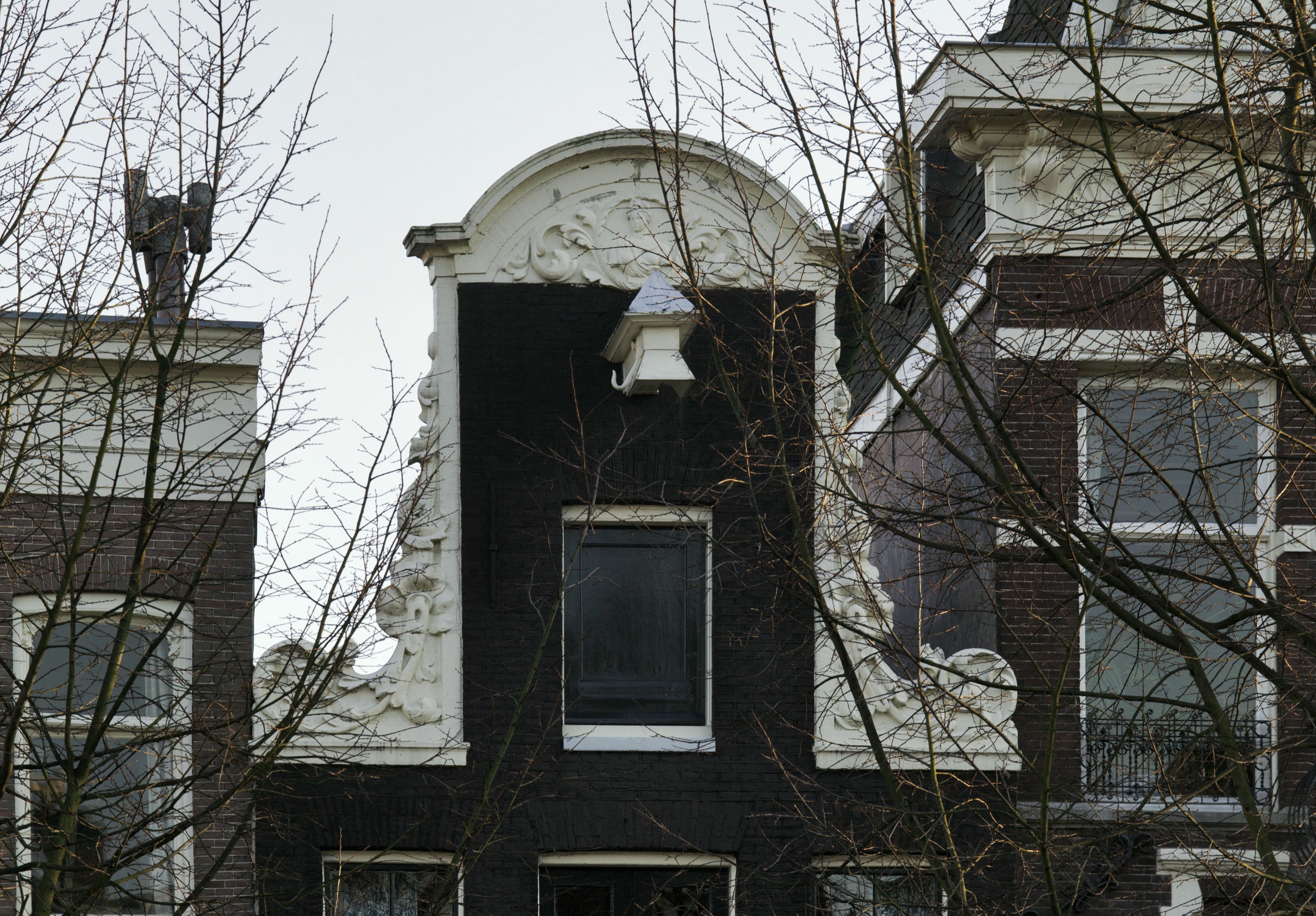
Keizersgracht 23
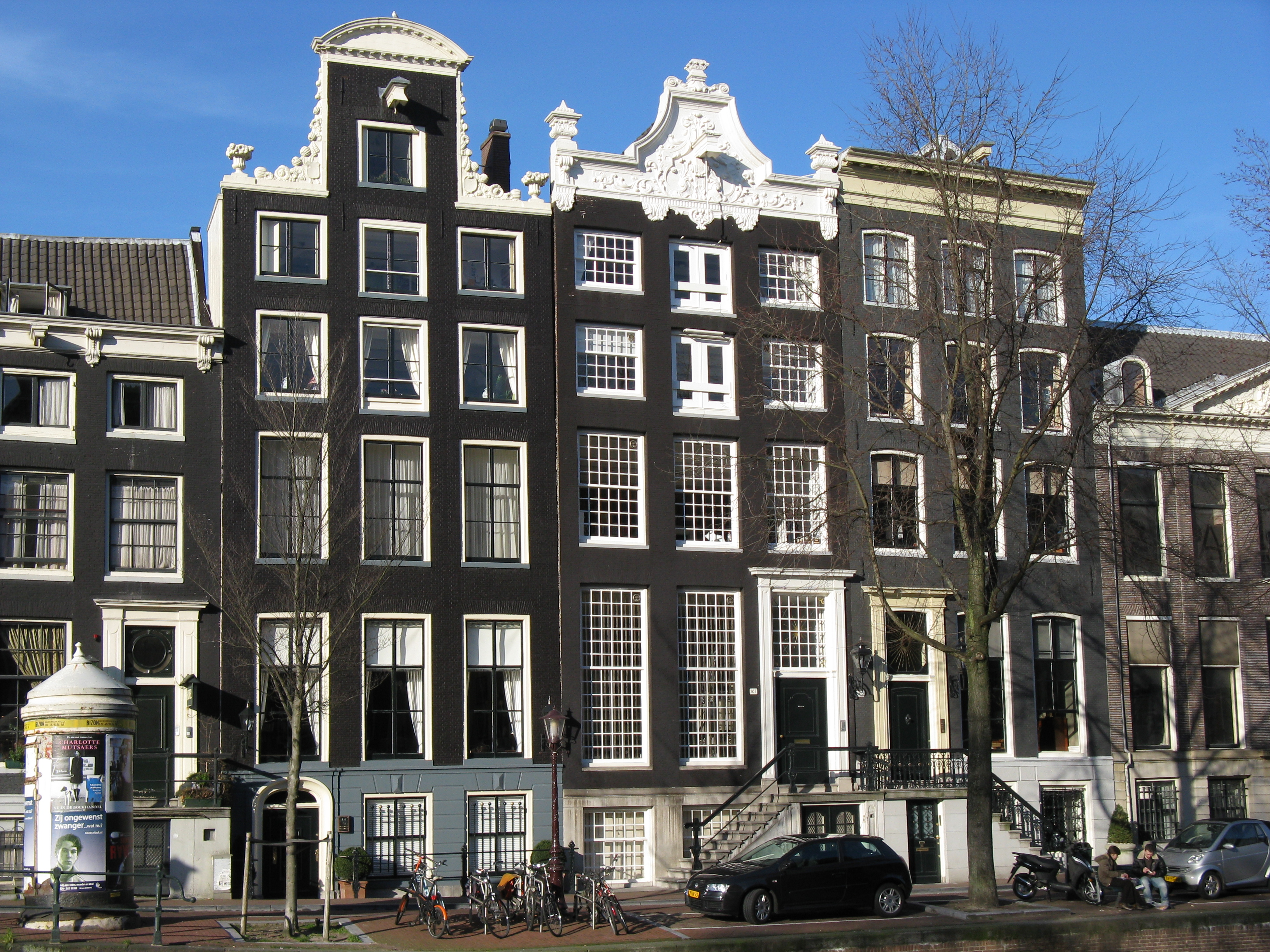
Herengracht 567 (midden), een typische lijstgevel van Turck
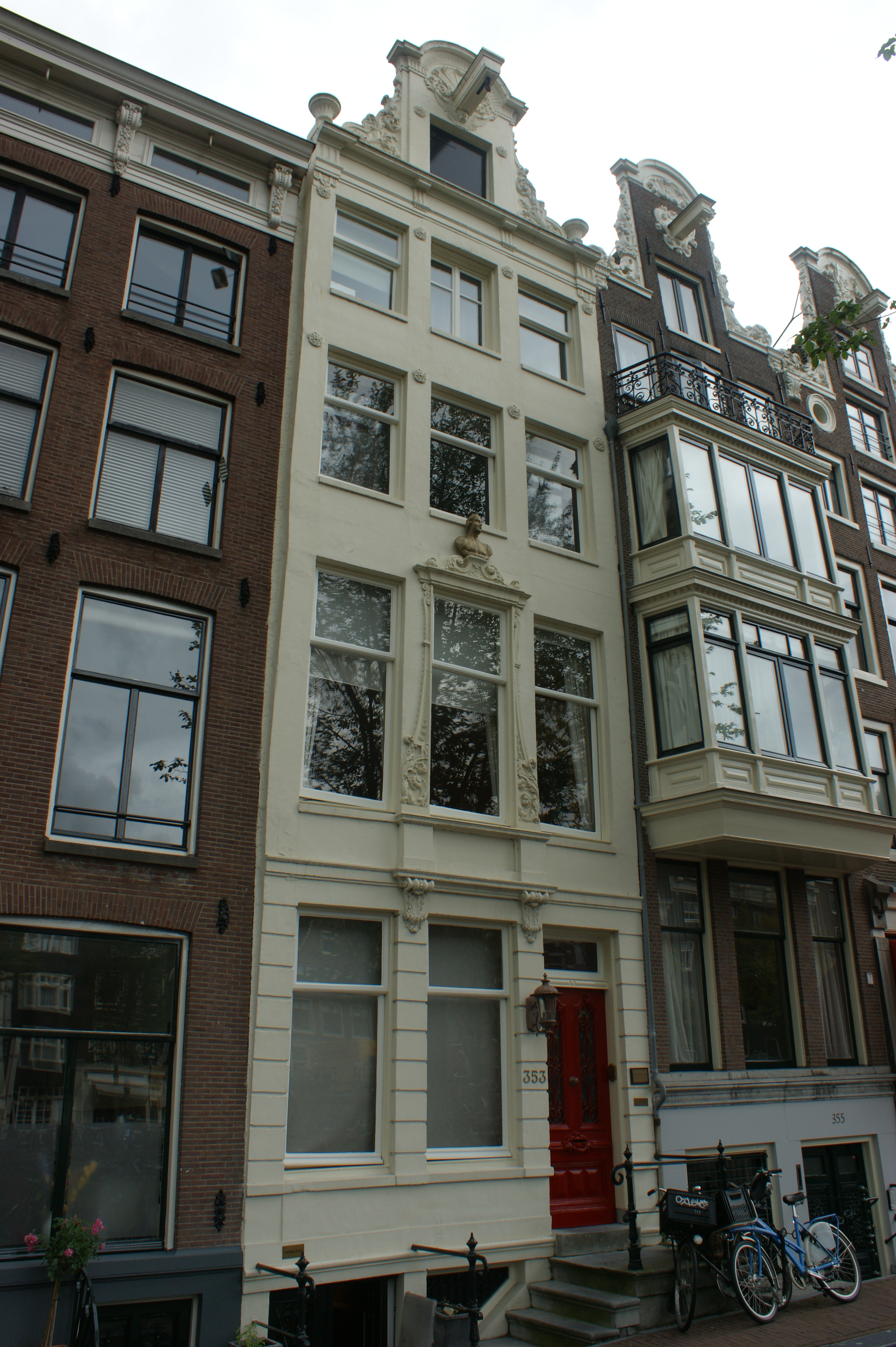
Het huis van Turck (witte gevel) op Keizersgracht 353
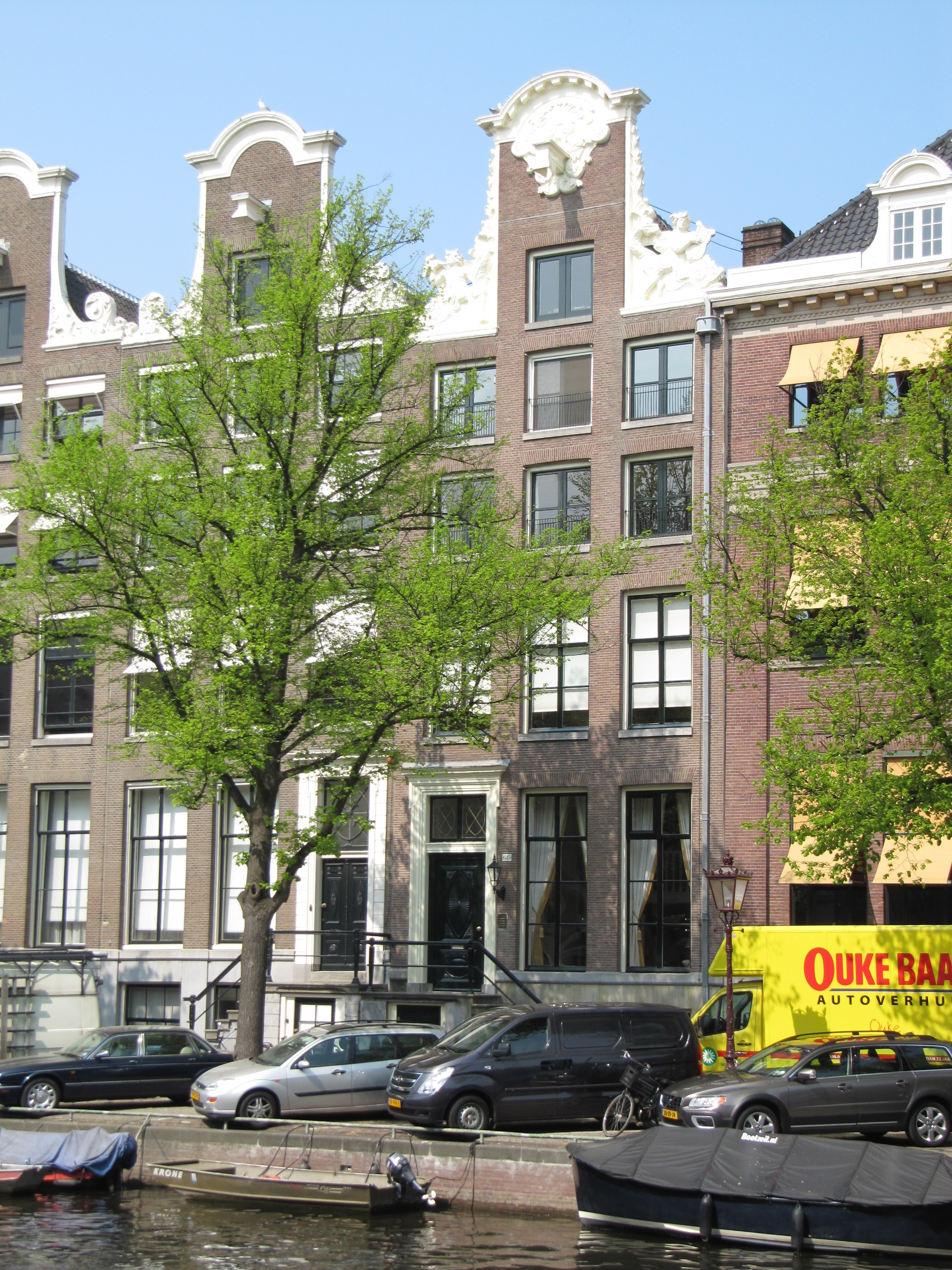
Keizersgracht 615

- Biografisch Portaal: 67630524
- RKD-Nederlands Instituut voor Kunstgeschiedenis: 354376